# Замак Грејскал
Замак Грејскал (у неким преводима и Дворац Сива Лубања или Сива Лобања, енгл. Castle Grayskull) тврђава је на измишљеној планети Етернији. Грејскал је једно од главних места радње у свету Господарâ свемира. Често га нападају Скелетор, Хордак, и краљ Хис, у нади да ће им тајне замка Грејскала омогућити да освоје Етернију.

## Филмејшонова серија
У првој анимираној серији сазнајемо да у Грејскалу живи Чаробница, која чува тајну моћ од свих оних што би је злоупотребили. Мада је углавном приказан споља, Грејскал има неколико занимљивих одаја: престолницу, просторију за телепортацију, лабораторију, собу у којој Чаробница проучава чаролије, као и њену спаваћу собу. У епизоди Double Trouble, зли двојник Хи-Меновог пријатеља Колдара наилази на просторију у којој се чувају тајне замка Грејскала. Просторија има двоја врата, између којих се налази Старатељ: иза једних су тајне а иза других пропаст. Замак је окружен понором без дна, који служи и за одбрану. Док се принц Адам претвара у Хи-Мена, понором тече моћ Грејскала, као што видимо у епизоди Into the Abyss, у којој Тила пада у понор и присуствује овом спектаклу. Понор наводно води до средишта Етерније.

## Серија из 2002.
Сврха и историја замка, као и његови разноразни делови, много су детаљније описани у серији из 2002. Некада давно, мраморне зидине Грејскала биле су беле, а замак средиште краљевства којим је владао краљ Грејскал, Адамов предак. Јахао је огромног зеленог лава са Бетлкетовим оклопом, носио Мач моћи и погинуо бранећи своје краљевство и Етернију од Хордака. На самрти, Грејскал је пребацио своју моћ у Мач моћи, из којег је Хи-Мен добија. После Грејскалове смрти, замак је запостављен и с временом пада у заборав. Само неколико људи зна о његовој сврси и тајнама. Најважнија од њих је огромна Кристална одаја, у коју се улази кроз тајна врата у поду једне просторије. У Кристалној одаји се чува Сфера моћи, која садржи укупну моћ Предакâ. Пре него што га је Чаробница предала принцу Адаму, у тој одаји је био похрањен и Мач моћи. У замку такође налазимо престолницу, велику библиотеку, собу са огромним, тајанственим огледалом којим је могуће посматрати прошлост и садашњост, подземни колосеум, тајну одају посвећену краљу Грејскалу, простор иза „очних шупљина“ замка и бројне ходнике у којима илузије пометају уљезе.

## Играни филм
У играном филму из 1987, Скелеторове силе су освојиле замак Грејскал. Скелетор корача према престољу, близу којег је Чаробница заробљена у енергетском пољу што полако преноси њену моћ на Скелетора. Замак је Скелеторова база током филма. У Грејскалу се налази велики кружни пролаз под називом Велико Око Галаксије, који се отвара само када је Етернијин мјесец у зениту и које даје божанску моћ ономе што стоји пред њим.